# 發翔羽
發翔羽（英語：Flight feather），亦作風切羽、飛行羽，是鳥類翅膀或尾部後緣所著生的大又堅韌的羽毛，它們在鳥類的飛行中扮演了相當重要的角色。:118翅膀上的發翔羽稱為飛羽，而位於尾部的稱為尾羽。:118飛羽主要可分為兩種：著生於掌骨及指骨上的初級飛羽提供了飛行中最主要的推力，而另一種是長在尺骨上的次級飛羽，其數量較為不一且通常較初級飛羽短。尾羽則通常具12枚，用以作為各種動作的平衡及方向舵使用。
發翔羽除了用以飛翔，有時在鳥類身上會有其他特化的構造或功能：猛禽的初級飛羽常具有名為缺刻的構造，使飛行更為穩定。一些雀形目或蜂鳥能使用牠們的飛羽或尾羽製造出不同的聲音。:183天堂鳥則用其尾羽求偶，啄木鳥也利用其特化的尾羽協助其覓食。:411:328而不會飛的鳥身上的發翔羽，則大多失去原有的飛翔功能，並轉為其他用途。:346
如同所有羽毛，發翔羽也會受鳥類本身的成長及環境而有所不同。:114通常幼鳥的發翔羽較脆弱而無法飛行，成鳥的較為強健，但仍會因磨損等其他原因而需要汰換。:114不同鳥類發翔羽的汰換週期、方式及壽命皆有所差異，再加上這些羽毛本身大小跟形狀也有所不同，是賞鳥者辨識物種時相當合用的特徵。:112:656

## 飛羽

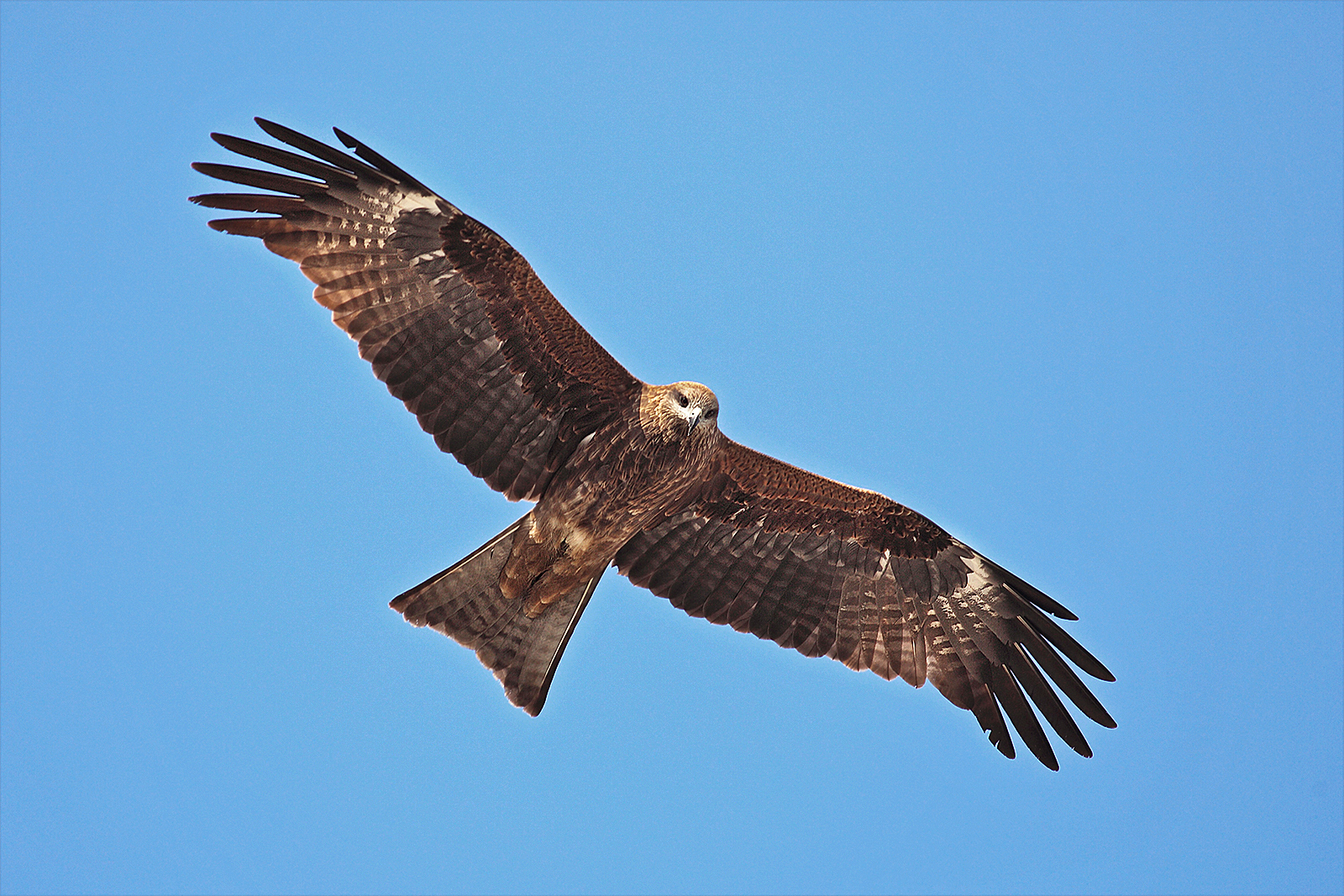
飛行中的黑鳶，可見其翅膀後緣有飛羽，且翅膀末端的指叉相當明顯

附在翅膀後緣，長而堅硬的正羽即為飛羽，亦稱撥風羽，英文稱「Remiges」。與大多數其他表層羽毛不同，飛羽是直接或間接地通過韌帶牢固地連接在翅膀的骨頭上，形成數個小型的圓形突起。:118同一個體的飛羽以身體為中軸，通常是左右對稱的。除非受損或突變，否則它們的大小或形狀上在大部分情形下會相似；但羽毛上的圖樣則不一定。

### 初級飛羽

鸟翼的骨骼结构，标示了飞羽的附着点

鳥翼的骨骼結構，標示了飛羽的附著點

英文稱「Primaries」，是著生在掌骨和指骨（有時合稱掌指）上的飛羽，是飛羽中最為狹長的羽毛。初級飛羽之間長短不一，可受意志控制其開合及傾斜的程度，並能個別受力旋轉。依照初級飛羽在翅膀上的位置有外側及內側之分。
初級飛羽擁有卓越的力學性能，是飛行中最重要的羽毛，因為它們提供了主要的推力，使鳥類得以在空中向前移動。大部分的推力是在向下拍翅時產生的；而其餘的推力則是在翅膀抬起時產生：初級飛羽會受力而散開，在減少空氣阻力的同時也會提供一些推力。:219而在那些滑翔為主的大型鳥類身上，牠們的初級飛羽更是因其具有彈性，有助於減少翼尖渦流的產生以維持升力。:79大多數會飛的鳥類都具備一種稱為羽小枝（Barbules）的結構，這是一種在羽毛分枝的末端上會有的刺狀構造，能固定並防止覆蓋在其上的其他羽毛滑動。
大多數的鳥類會有10枚初級飛羽，少數會擁有9、11、12枚飛羽，而鴕鳥會有一共16枚初級飛羽。:37掌骨上的初級飛羽通常有6枚，少數種類如鸊鷉、紅鸛、鸛會有7枚會在掌骨上。其餘的初級飛羽則在指骨上，大多數情況下是4枚。:7-8
某些鳥類最外側的初級飛羽會退化，形成稱為「退化飛羽」或「小前指羽」（Remicle）的殘留羽毛。

### 次級飛羽

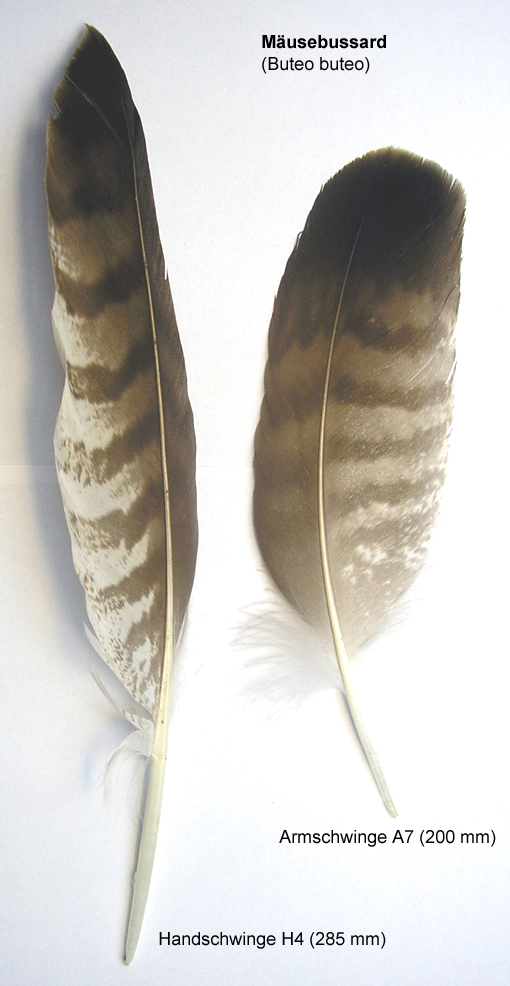
歐亞鵟的飛羽，左側為其初級飛羽，右側則為次級飛羽。其初級飛羽上具有缺刻，以羽軸為分界，左側為狹義的缺刻，右側是較為和緩的凹痕

英文稱「Secondaries」，是著生在尺骨（前臂）上的飛羽。通常較初級飛羽短而末端圓鈍，且同樣有內外之分。次級飛羽無法像初級飛羽隨意分開，其升力由通過鳥翼的氣體流動形成。
次級飛羽的數量因受到體型大小跟翼長的影響，數量較初級飛羽更為不一，例如雀形目鳥類會有9—14枚；而非雀形目如蜂鳥因翼短只需要約6、7枚、啄木鳥11枚、翠鳥有12枚、鷹15枚、隼16枚、鴞20枚，康多兀鷲有25枚，而信天翁可達32—40枚。
在一些鳥類翅膀上，由外側向內數的第四枚次級飛羽後會出現較大的空隙。這種空隙可能是由於鳥類胚胎在發育過程中，其第五枚次級飛羽的毛芽扭曲而無法生長導致，可在潛鳥、鸊鷉、鵜鶘、猛禽、鶴、鷸、鷗、鸚鵡和貓頭鷹等一眾鳥類上發現，是用於區分目跟科層級鳥類的特徵之一。:656
在越後期演化出來的鳥類，其初級及次級飛羽數量有減少的趨勢。

### 腕飛羽與腕覆羽
在翅膀外側，有時初級飛羽跟次級飛羽之間會有一枚附加的飛羽，稱之「腕飛羽」（carpal remex），並伴隨一枚較大的「腕覆羽」一同出現（carpal remex covert）。腕飛羽可能是次級飛羽的一種變體，在一些雞形目和鷗形目內做為一根強壯的羽毛出現。這種羽毛隨著演化在鳥類中逐漸消失。
有一些鳥類僅有腕飛羽而無腕覆羽，反之亦然。

### 三級飛羽

翅膀的外側展開圖，1—9號依序為：初級飛羽、初級覆羽、小翼羽、次級飛羽、大覆羽、中覆羽、小覆羽、三級飛羽、肩羽

英文稱「Tertials」或「Tertiaries」，位於次級飛羽的內側，亦附於尺骨之上，因此又名（最）內側次級飛羽。但這類羽毛並不屬於真正的飛羽，因其並沒有附著在與之相對應的肱骨上，且其主要功能是在保護折疊起來的一級和次級飛羽而非用以飛行。:27
部分文獻仍會使用三級飛羽描述那些肱骨較長的鳥類（如信天翁），牠們的最內側次級飛羽較短而對稱。這種情況下的三級飛羽，會執行其他飛羽該有的功能，並也真的附生於肱骨上。

### 缺刻
當一枚飛羽的邊緣，在基部到尖端之間發生窄縮的現象，稱之為缺刻。:656缺刻有內外之分，發生在羽毛外側的稱外缺刻，反之則為內缺刻。其存在使翼尖的羽毛之間產生間隙，空氣被迫由這些間隙流過，增加了升力，因而可協助飛行時的穩定。:6
缺刻有兩種模式：一種名為凹痕（Emargination），是一種緩變的曲線，羽毛的兩側皆可能會有；另一種是狹義的缺刻（Notches），是一種較陡然的變化，只存在於較寬廣的飛羽內側部分。:6
缺刻是造成某些猛禽指叉明顯的原因，並也可在其他以滑翔為主的大型鳥類上發現。:656隼形目、鴴形目下眾多鳥類在其最外側的數枚初級飛羽多因此構造形成類似手指狀的構造，稱之為「指叉」或「翼指」，是這兩目鳥類的重要辨識特徵之一。

### 麝雉飛羽的延遲生長
麝雉是一種樹棲鳥類，其幼鳥飛羽及小翼羽相較於其他鳥類而言，有明顯的生長延遲。這可能是因為幼鳥在其第一和第二趾上長有爪子，而在這些趾上長出羽毛可能會干擾牠們攀爬樹枝移動所致（幼鳥的翅膀未有足夠力氣用以飛行）。大多數麝雉幼鳥在出生後70—100天內爪子就會脫落，但也有些幼鳥仍會保留這些變硬而無法使用的爪子直至成年。:24-32:29

## 尾羽

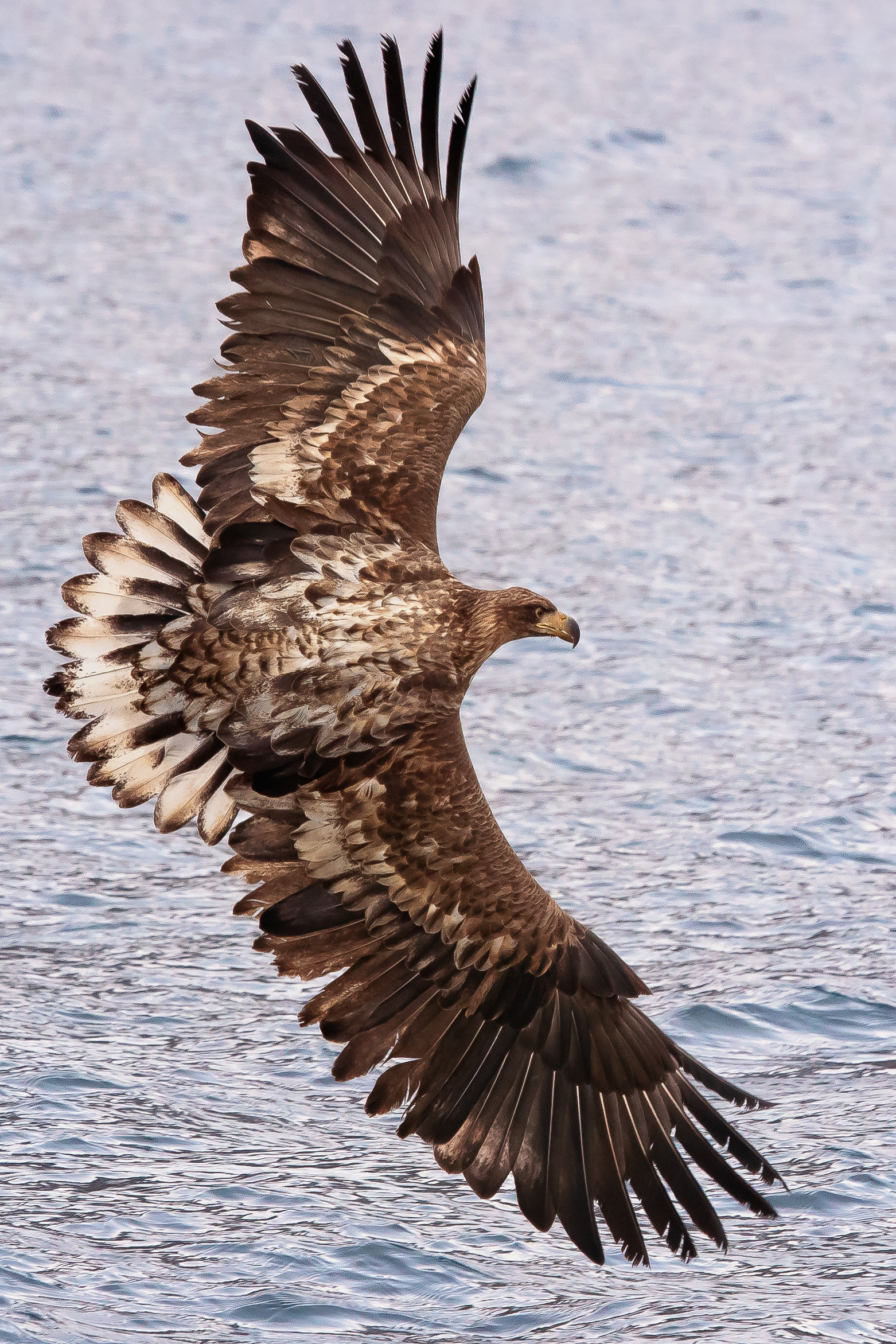
這是一隻未成年的白尾海鵰，明顯可見其12枚尾羽

鳥類在飛行時，其最後端、附於尾巴上的羽毛即為尾羽，英文稱「Rectrices」。尾羽著生於尾綜骨上，利用韌帶相連接，與鄰近的6小塊尾椎及肌肉系統配合，可使其可自由張合、側傾、上下擺動。:118尾羽最接近中間的一對尾羽稱為中央尾羽，而在最外側的尾羽則稱之最外側尾羽。尾羽的主要功能是作為方向舵使用，並輔助停棲、走跳及飛行時的平衡。
尾羽總是成對出現，大多數鳥類具有六對尾羽（共12枚）。:37例外如部分鸊鷉（有20枚尾羽但剩展示作用）、平胸類缺乏尾羽，而企鵝的尾羽則相當小。:37, 84, 85, 141, 176少數猛禽有14枚尾羽，而雌孔雀則有18枚。許多松雞科鳥類如披肩榛雞、花尾榛雞、田鷸等鳥類的尾羽數量則因個體而有差異，並可能超過12枚。家鴿的尾羽數量因受到數世紀的人擇的影響，更是有極大的品種差異。:105

## 與發翔羽相關的其他羽毛

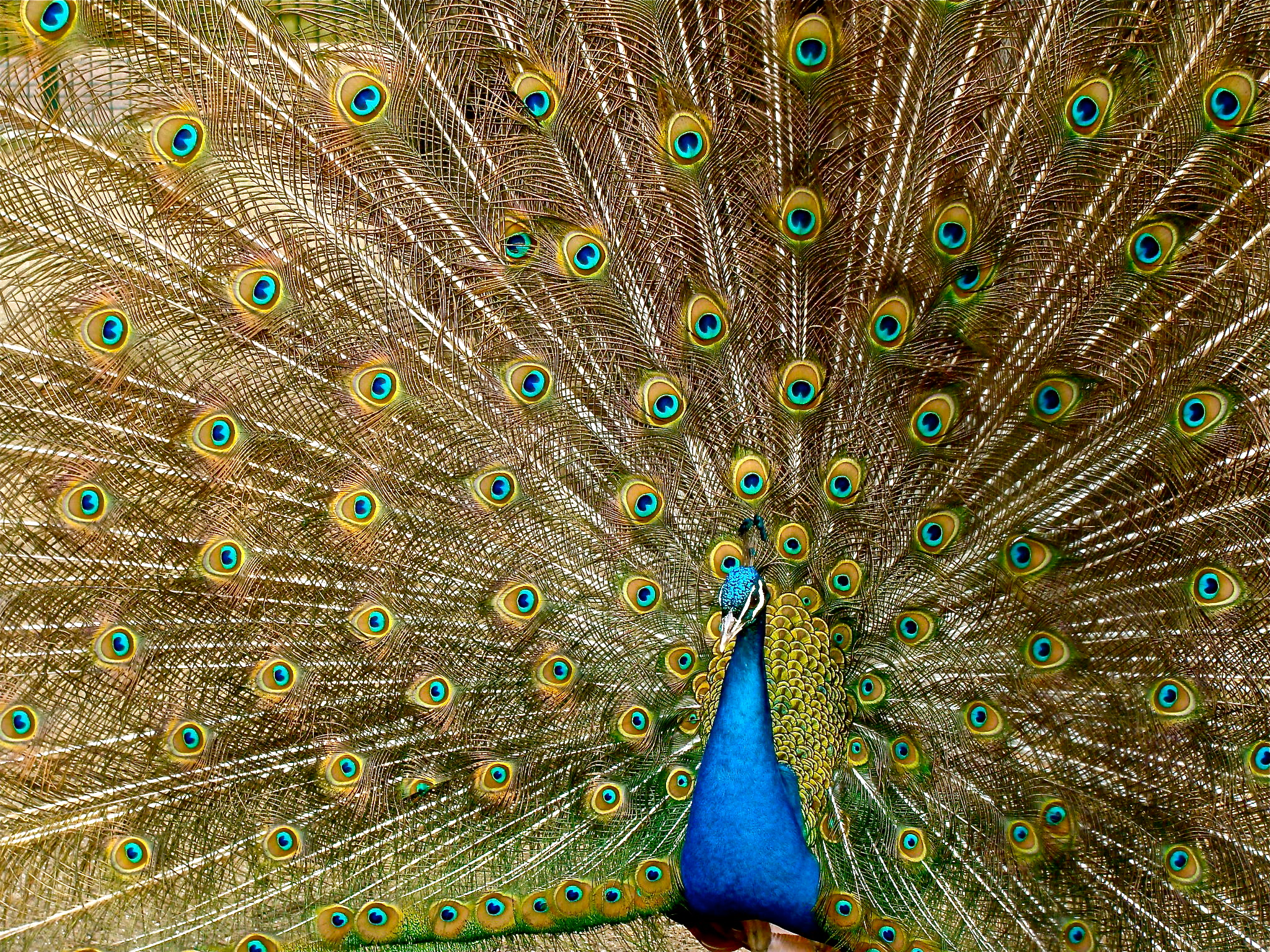
雄孔雀的漂亮羽毛，實際上是特化的尾上覆羽

### 覆羽
飛羽的基部會有數層名為覆羽的羽毛所保護，這種羽毛並非發翔羽的一種，英文稱「Tectrices」。:373至少會有一層覆羽位於飛羽及尾羽的上方和下方，且其大小可能有很大的差異。
雄孔雀在一般的認知下，被認為有華麗多彩的「長尾巴」，但實際上該羽毛是特化的尾上覆羽，並非尾羽。:373其真正的尾羽位於這些覆羽的下方。:373

### 小翼羽
小翼羽是附於拇指骨上的小片羽毛，英文稱「Alula」，通常會有3枚。在嚴格意義上，它們通常不被視為真正的發翔羽，因為小翼羽缺乏大多數真正的發翔羽的應有長度和硬度。:656其功能類似於飛機上的襟翼，使翅膀能夠實現更高的攻角，從而產生升力而不造成失速，有助於穩定氣流及慢速飛行。:656鳥類通過操作其拇指，創造出小翼羽與其於翅膀羽毛間的空隙，使其低速飛行或著陸時可以避免失速。:656

## 發翔羽的編號系統

國際間主要使用的的編號系統範例，此規則同樣可應用於上方的覆羽

為了更方便的識別這些羽毛，鳥類學家制定了一套針對這些羽毛位置的標準化編號系統。:7-8:119以這些發翔羽舉例，初級飛羽的編號以字母「P」開頭，次級飛羽以字母「S」開頭，三級飛羽以字母「T」開頭；尾羽以字母「R」開頭，並加一個數字表示其順序。:7-8
在計算初級飛羽時，國際間通用標記方法是以內到外的方式計數，意即從最接近次級飛羽的地方向外側的翅尖數；但也有些地方如中國大陸，其計數方法則相反，是由從外到內計數。:7-8這兩種方法互有優缺，由內向外的計數方式不受部分鳥類退化飛羽的影響，如一些雀形目鳥類；而外到內的方式則是數字較為固定，因為非雀形目的鳥類幾乎都是有四片初級飛羽附在指骨上，但再更內側的初級飛羽數量就會有較多的變化。:7-8
次級、三級飛羽的計數方式則相同，都是從最接近一級飛羽的那根次級飛羽開始計數，並向內側編號。:7-8但需注意三級飛羽的數字編號是延續二級飛羽的數字計數，例如「...S5、S6、T7、T8...」。:7-8
尾羽則是從最接近中軸的那對尾羽向外側計數。:7-8

## 特化的發翔羽

### 發出聲音

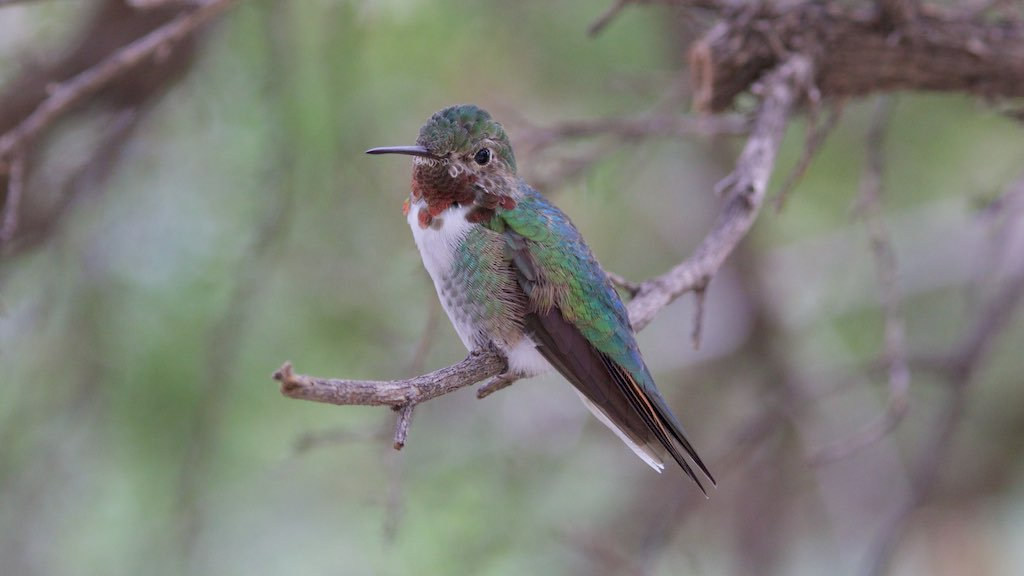
寬尾煌蜂鳥雄鳥

部分鳥類能利用其飛羽發出聲音，如雄性寬尾煌蜂鳥在飛行或求偶時可利用外側初級飛羽發出一種特殊的高頻音，當這種飛羽磨損時聲音會減弱，而脫落時聲音則會完全消失。小辮鴴在表演其富有轉折的展示飛行時同樣利用了其外側初級飛羽發出嗡嗡聲。:183小丘鷸雄鳥的外側初級飛羽較雌性狹長，也可能藉此在展示飛行時發出口哨或啁啾聲。:333雄性的梅花翅侏儒鳥使用其有特殊形狀彎折的次級飛羽發出清澈的求偶聲，這種羽毛可在高速振翅下與相鄰的脊狀次級飛羽互相摩擦，而發出類似昆蟲的鳴叫聲。此時其振翅速度可達每秒110次，並略快於蜂鳥。
威爾森氏沙錐和田鷸外側尾羽特化，可在展示飛行時發出聲音：當牠們向下俯衝時，氣流會自其尾羽之間流過並產生一系列高度不同音符，被稱為「Winnowing」。:323這兩種鳥類因其聲音差異及尾羽特化的方式不同，因而被劃分成不同物種。:323

### 視覺展示

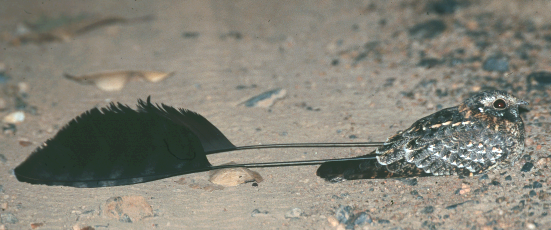
纓翅夜鷹雄鳥

一些鳥類會使用飛羽進行求偶展示，如雄性纓翅夜鷹和翎翅夜鷹其自內而外的第二枚初級飛羽（國際主流將其標示為P2）特化，並用於求偶儀式中。雄性的纓翅夜鷹在繁殖季時，其特化飛羽是一根極長的羽軸，並在末端附有羽毛，類似一枚旗幟。:381而雄性的翎翅夜鷹擁有相當長的第二枚初級飛羽（P2），而其第三、四、五枚（P3—P5）則依序變短，其突出的形狀類似於一個三角形的信號旗。:381

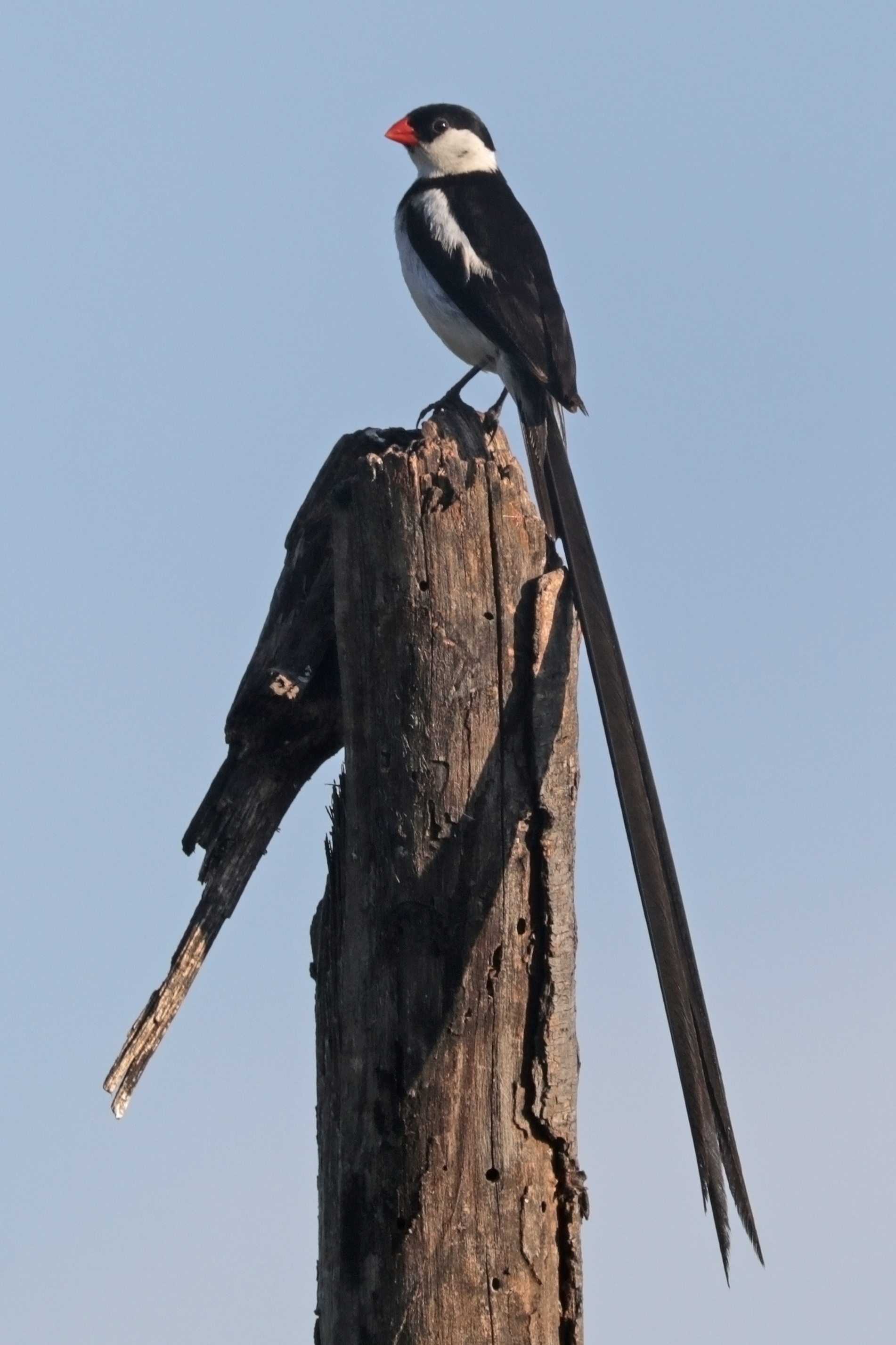
繁殖季中的雄性針尾維達雀，其特化尾羽相當長

除了飛羽，也有使用尾羽進行展示的例子，例如環頸雉及維達雀，都具有一對或多對延長的尾羽，並在求偶儀式中扮演著重要的角色。:543:202雄性琴鳥的最外側尾羽非常長且末端彎曲，在其求偶展示期間，雄性會張開其華麗的尾羽，伴隨舞步及叫聲向雌性求偶。:484, 490-491在極樂鳥中，這種尾羽的特化更為極致，牠們展示出各種特化羽毛，如綬帶長尾天堂鳥長達身軀三倍的羽毛或麗色天堂鳥的兩條形成盤旋曲線的尾羽等。:411, 467, 483

### 協助生存

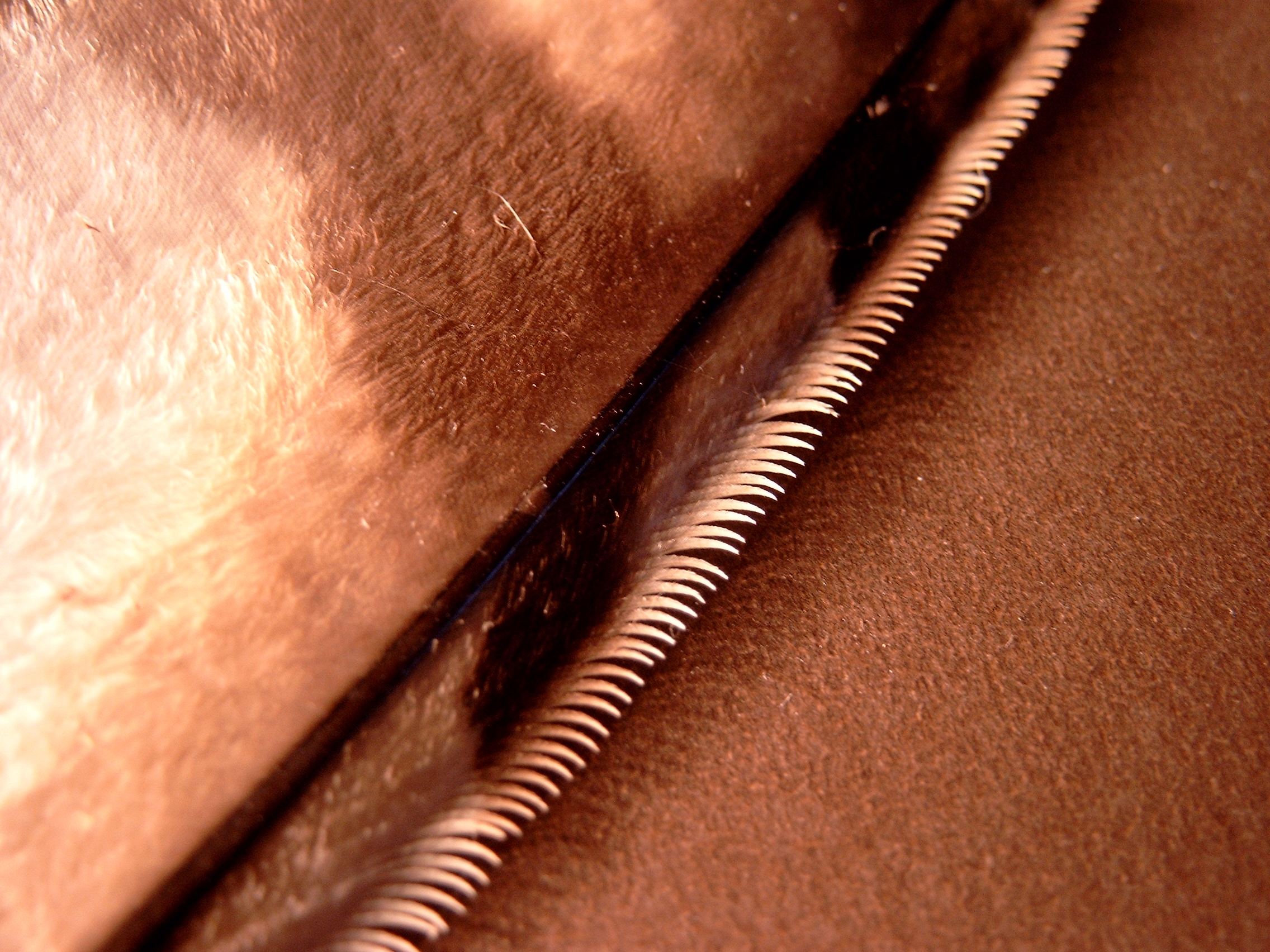
長耳鴞的飛羽放大圖

大部分貓頭鷹的飛羽前緣，具有鋸齒狀的構造而不如其他鳥類平整。這種構造減少了空氣在翅膀上的亂流，使噪音變小並增進飛行效率，讓貓頭鷹得以相當安靜地飛行和狩獵獵物。:251-253:205但並不是所有貓頭鷹皆如此，例如橫斑漁鴞以捕食水下生物為食的魚鴞屬或斑渔鸮属成員，就不需要這種飛羽前緣以安靜飛行，是貓頭鷹中的例外。:206
幾乎所有啄木鳥的尾羽都有特化成較短、堅硬、具有額外的倒鉤並稍微彎向腹部，使牠們能以尾羽輔助自己在撐在樹幹上覓食。:328這種尾羽特化現象也可在其他沿樹幹覓食的物種中發現，但構造可能會有些差異，如一些爬木雀和旋木雀。:367但並非所有以爬樹覓食為主的鳥類會有這種特化尾羽，如鳾屬鳥類就沒有這種特殊尾羽。

### 其他
鋸翅燕和毛翅燕雄鳥的翅膀外側上具有小型倒鉤狀結構，但其功能仍尚不清楚；一些專家認為它們可能在領域或求偶展示期間產生聲音。:609

## 不會飛的鳥類身上的發翔羽

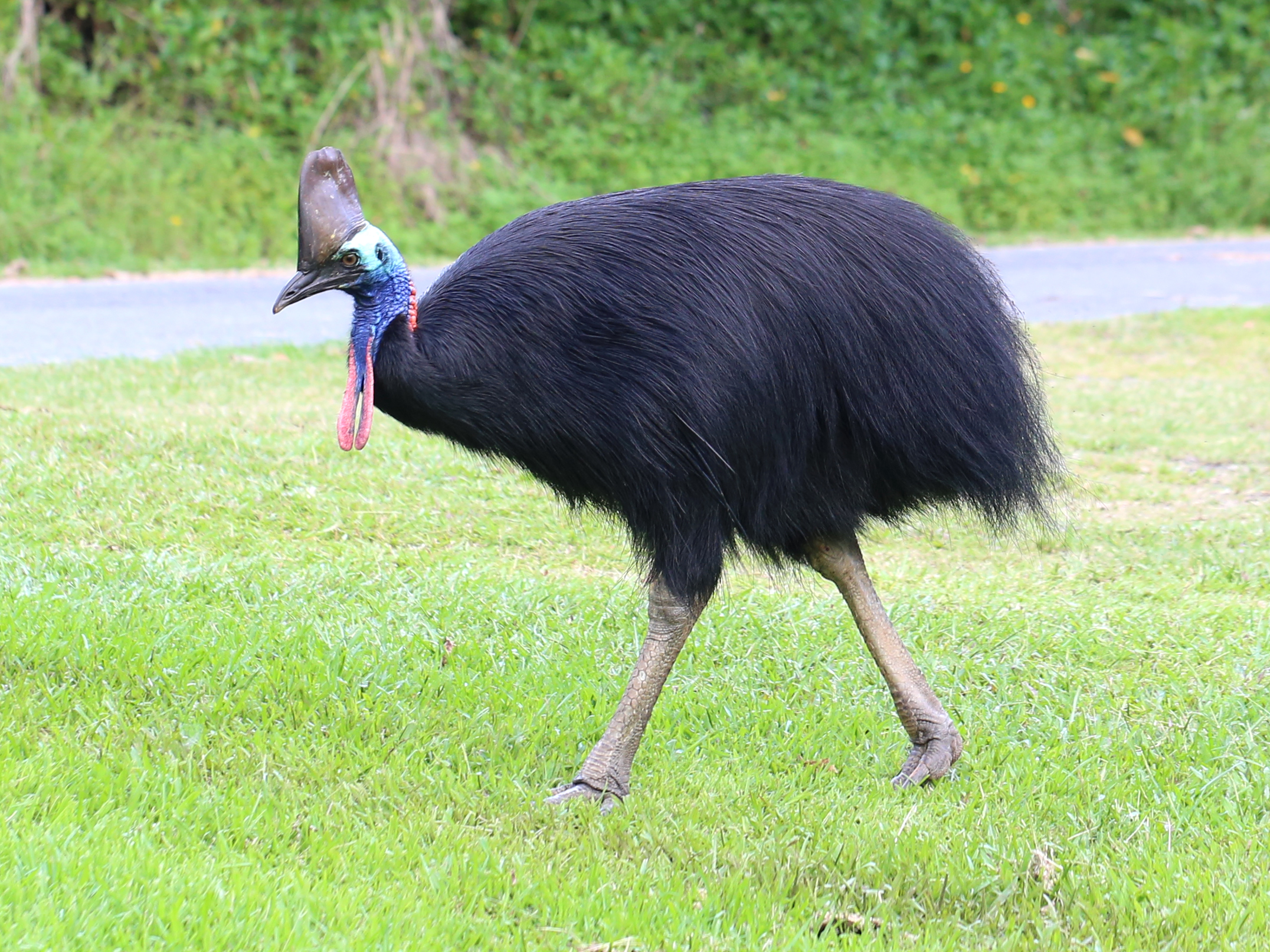
這是一隻南方鶴鴕，其發翔羽已失去原有的飛行功能

少部分鳥類因其生存環境，而逐漸失去了其飛行能力。在這些不會飛的鳥身上的發翔羽，常常會失去其原有的飛行特性並轉為展示、防水或其他功能，如短翅鸊鷉 。:346但也有一些鳥類仍然保有其發翔羽而未有產生變化，例如船鴨。
鴕鳥的翅膀轉為求偶展示的用途，其飛羽失去了不對稱的結構也沒有小羽枝勾住其他羽毛。:246鴯鶓跟鶴鴕的飛羽羽枝之間間隙相當大且缺乏羽小枝抓住其他羽毛，使之呈現相當蓬鬆的外觀；而尾羽更是完全不存在。:91, 98而企鵝翅膀上的飛羽已經無法跟其他羽毛加以區分，呈小而堅硬的鱗狀羽毛。:142而鴞鸚鵡是世界上唯一不會飛行的鸚鵡，其發翔羽比其他的鸚鵡還來的短而圓，結構也更對稱，其上的羽小枝也比較少。

## 發翔羽的汰換

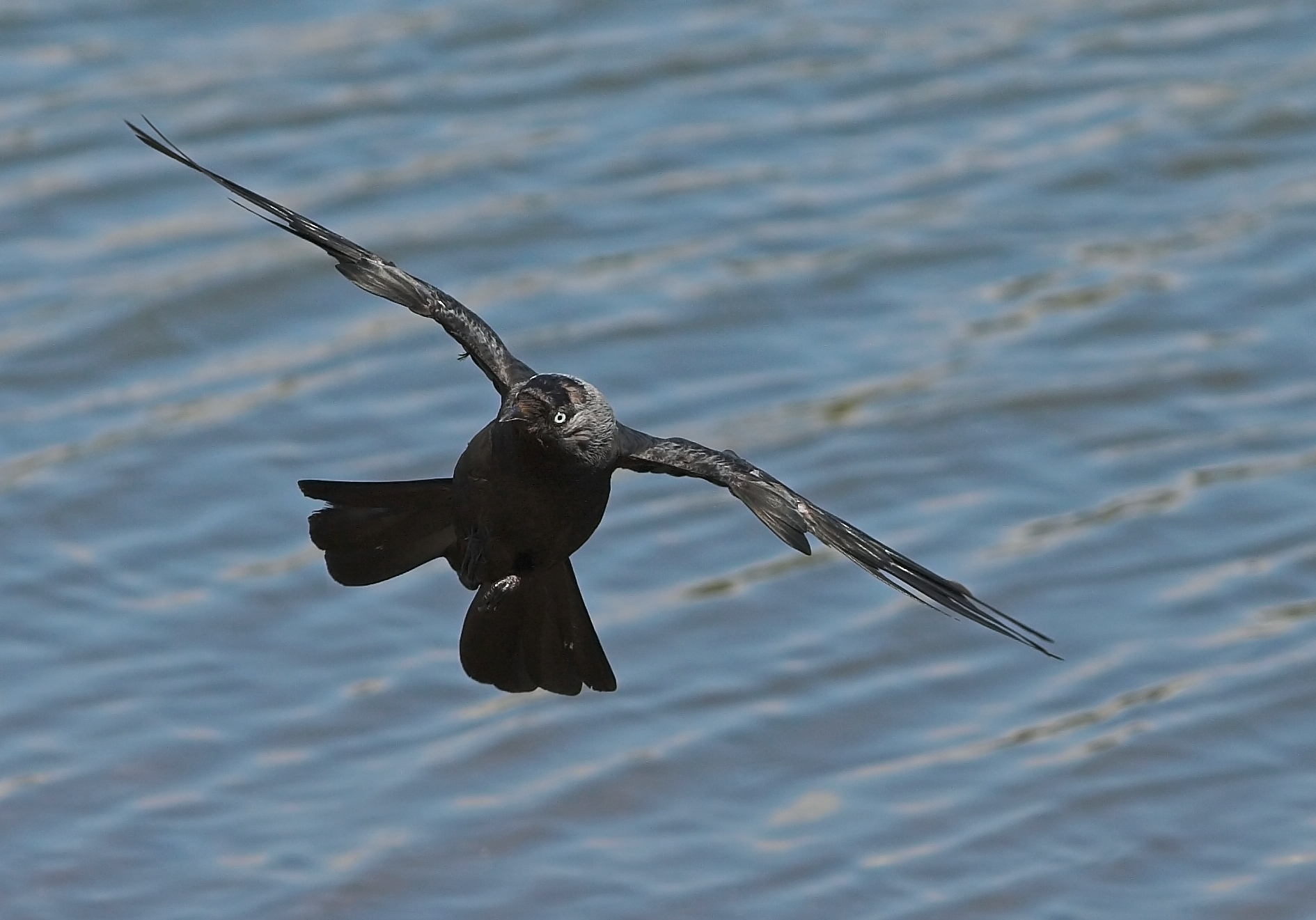
這是一隻寒鴉，可見其中央尾羽脫落

鳥類的羽毛是一種死亡的組織，會隨時間磨損及劣化、或被羽蝨啃咬而失去功能，因此鳥類的羽毛必須周期性地進行更換，這種更換過程被稱為換羽。:114羽毛的壽命取決於不同鳥類的棲地及行為模式，例如黑臉田雞等秧雞科成員因多在植被密集的環境穿梭導致羽毛磨損較快，因為換羽的頻率是其他鳥類的兩倍。:113
多數鳥類完成一次完全的換羽需要數周到數個月不等，是個循序漸進的過程。:112但也有些鳥類的羽毛會在短時間全部汰換下來，這因而造成牠們暫時失去其飛行能力直至新羽長出，如某些鴨子和一些生活於北極的雀形目鳥類，因而衍伸出「Sitting duck」的俗語，意指坐以待斃。:112:363有一種說法認為會採取這種策略的鳥類，一些是因應未來的長程遷徙，而另一些則是因其翅膀較短而平均負荷較重，只要失去幾根飛羽就會導致難以飛行，故寧願將風險集中於數周內而減少暴露於高風險的時長。:363
對大多數鳥類而言，換羽會從一個特定的位置開始，這位置被稱為「焦點」（Focus）。:361大多數雀形目鳥類的焦點位於初級飛羽與次級飛羽的交界處（即P1及S1之間）及中央尾羽（R1）之間。:361:112當牠們開始換羽時，最接近焦點的兩根羽毛會先脫落。待新的羽毛長度達到其最終長度的一半左右時，旁邊的羽毛（在這裡指P2、S2及R2）就會接序脫落直到末端為止。:363部分鳥類的飛羽焦點並不在這兩枚飛羽的交界處，例如隼形目的鳥類是在第四枚初級飛羽（P4），而鸚鵡的是在第五枚初級飛羽（P5）上。:361

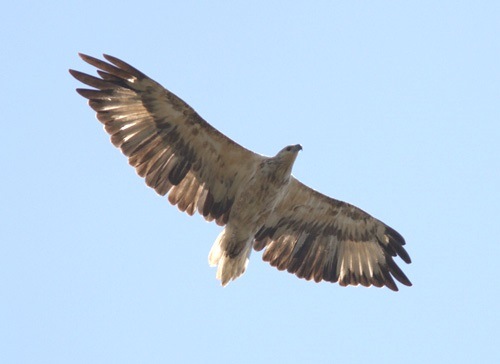
這是一隻約2—3歲的白腹海鵰，可見其飛羽正在逐步汰換而使其厚薄不一

一些鳥類的換羽週期較為密集，例如在虎皮鸚鵡身上，牠們的第十枚初級飛羽可能尚未完全替換完全前，第五枚初級飛羽就已經脫落並進入下一波替換周期，這種階段式的替換稱為「Staffelmauser」。這種情形特別容易在一些海鳥或是陸生非雀形目鳥類中出現。:361-362
啄木鳥的換羽方式較為特殊，其次級飛羽存在兩個焦點，並與其繁殖週期密切相關；且其尾羽在汰換時是從第二或三對外側尾羽（R2或R3）開始而非中央（R1）開始，並在最後才汰換中央尾羽。:335

## 不同階段的發翔羽

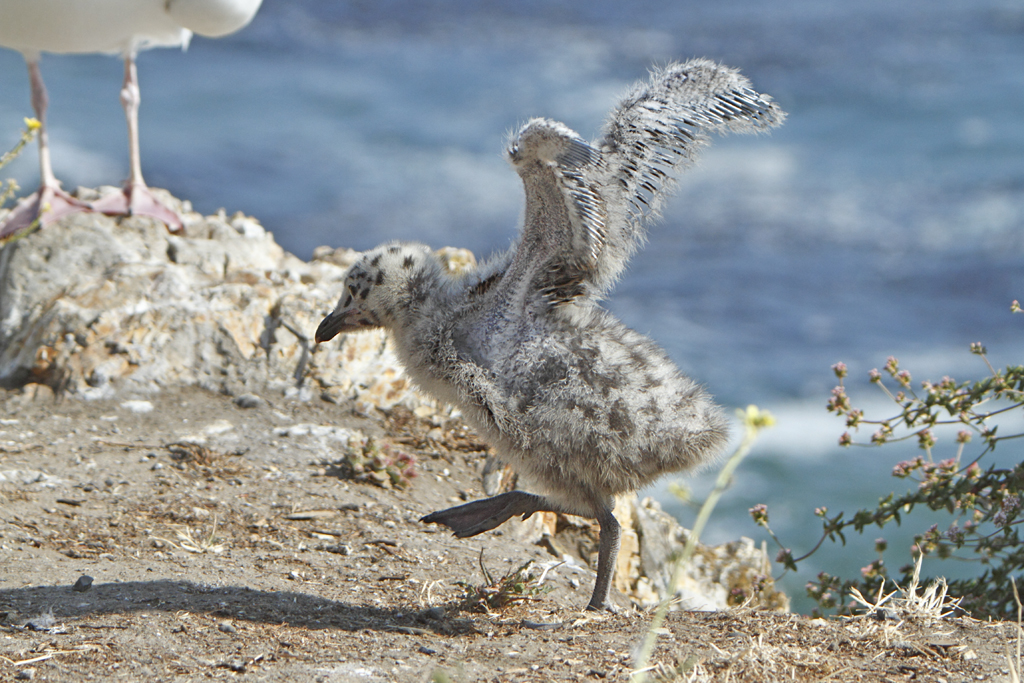
三週齡的西方鷗幼鳥

成鳥與幼鳥的羽毛差異甚大，這是由於幼鳥全身的羽毛同時生長，若要維持羽毛的品質，則會需要耗費更大量的能量，所以其羽毛相較成鳥更柔軟且脆弱。而成鳥的羽毛在通常被汰換的時間較長，因此可以生長出更耐磨損的羽毛。:9
在鳥類飛行時，通常可觀察到其亞成鳥翅膀的羽毛較窄且末端銳利，此現象在猛禽內更為明顯。:16:29相對於成鳥較為平直的翼緣，亞成鳥翅膀邊緣因其銳利的羽毛而近似鋸齒狀。:16而亞成鳥的飛羽長度也因為幾乎同時生長而較成鳥整齊，並也在猛禽上容易觀察。:9:39
與同一物種的成鳥相比，亞成鳥通常具有偏長的尾羽跟較短而寬的翅膀（由於外側初級飛羽較短、內側初級飛羽及次級飛羽較長造成）。:39但也有部分例外，如燕尾鳶、蛇鷲和西方蜂鷹等成鳥尾羽較長的猛禽，其亞成鳥的尾羽較短。:39:14部分鵟屬亞成鳥的翅膀較成鳥窄；相對地，也有大型隼科的亞成鳥較長，這種差異被認為是對亞成鳥經驗不足、飛行肌肉較弱或能力較差的補償機制。:39
現有一種稱為「羽毛年代學」（Ptilochronology）的研究方法，與針對樹木的樹輪年代學類似，是利用羽毛生長速度的不同所產生的明暗條紋差距鑑別其營養的攝取情況。通常包含一組明暗條紋的區域會大略對應約24小時的時間。

## 以發翔羽辨別鳥類

### 翼式

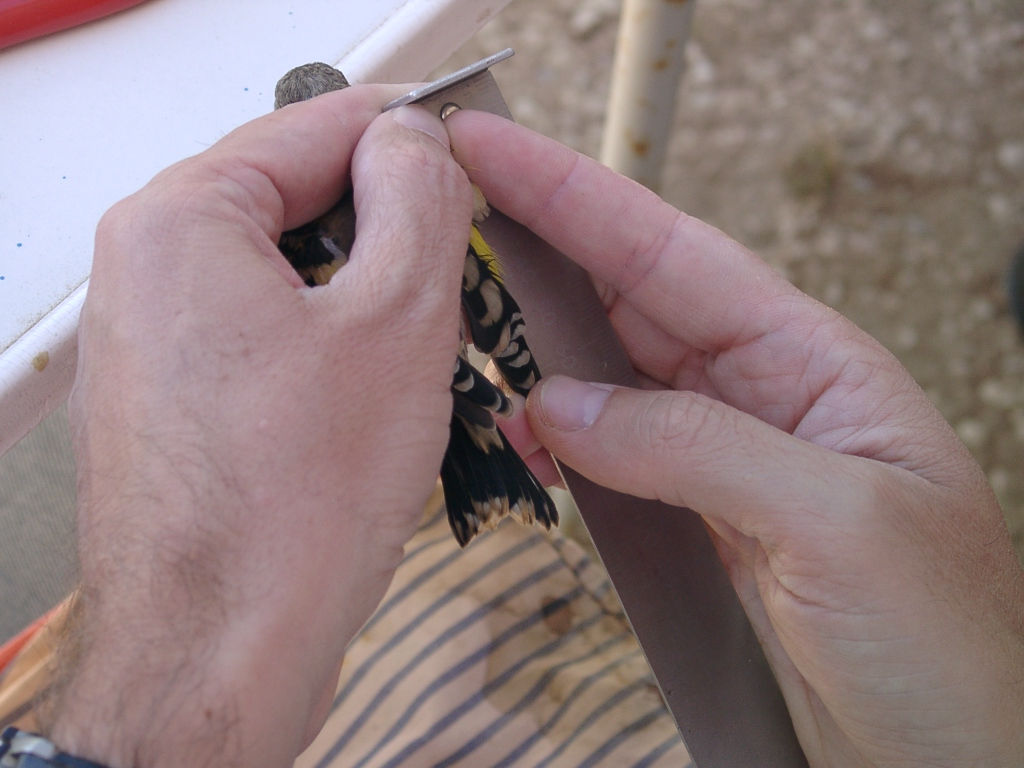
測量翼式的其中一步是測量其初級飛羽長度

英文稱「Wing formula」，是一種測量初級飛羽頂端與其內外缺刻到最長覆羽相對位置的數學方式。這種測量方法可以用於幫助區分外觀相似的物種，特別是一眾雀形目下的鳥類，因此對於進行鳥類繫放的人相當有用。:656
做翼式測量時，須測量一系列數值，包括最外側的初級飛羽尖端到最長的初級覆羽尖端的距離、其餘飛羽和最長次級飛羽尖端與最長初級飛羽尖端之間的距離。並須留意有無缺刻。:656
測量時須注意，即使是同一物種，翼式可能存在相當大的個體差異，而且翼式會受到換羽和羽毛再生的影響，所以測量時須紀錄其個體不同的狀況。:656
在實際應用上，可以用以區分虎斑地鶇在台灣的留鳥族群及遷徙族群。

### 初級飛羽的比例

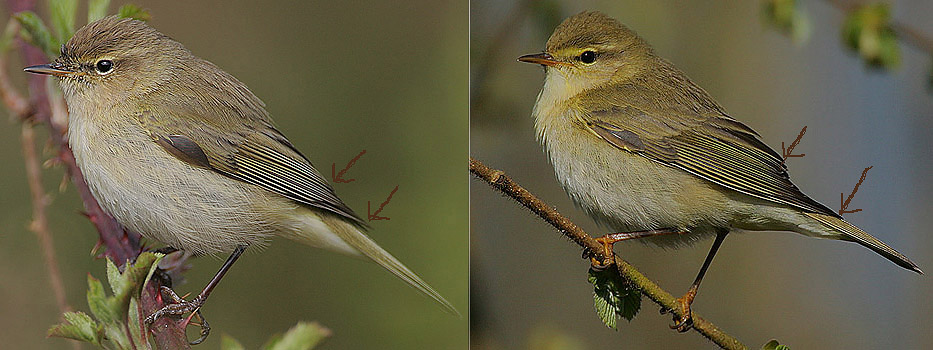
左為嘰喳柳鶯，右為歐亞柳鶯，注意其箭頭處所指之初級飛羽突出長度並不相同

鳥類飛羽在翅膀摺疊時，其飛羽的長度會有所差異。最長的初級飛羽到最長次級飛羽或三級飛羽所突出的距離可用以辨識鳥類（稱Primary extension或Primary projection）。通常來說，長距離遷徙的物種的初級飛羽所超出的長度會比不遷徙或遷徙距離較短的相似物種更長。
與翼式一樣，這種特徵可以用於區分外觀相似的鳥類；然而這種測量並不需要將鳥類捉在手中，是一種較為簡易的相對測量方式，例如在美洲的霸鶲中，烏黑蚊霸鶲初級飛羽所突出的長度比外觀相當類似的哈姆氏蚊霸鶲短得多。而在歐洲的歐亞雲雀的初級飛羽延伸長度較長，而外觀相似的小雲雀就顯得非常短。

## 外部連結
- 梅花翅侏儒鳥的求偶舞蹈 （页面存档备份，存于）
- 線紋黑啄木的側錄影片 （页面存档备份，存于）